# Sperrschichtkondensator
Sperrschichtkondensatoren sind Keramikkondensatoren aus ferroelektrischen Keramikmaterialien mit einer außerordentlich hohen relativen Permittivität und besitzen somit relativ hohe Kapazitäten. Sie weisen jedoch eine starke nichtlineare Abhängigkeit der Kapazität von der Temperatur und von der Spannung, hohe frequenzabhängige Verluste und eine starke Alterung auf. Sie wurden bei den Keramikkondensatoren in den 1950er Jahren in der damaligen deutschen Norm als „Klasse 3“-Kondensatoren genormt. Eine aktuelle Norm für Sperrschichtkondensatoren und die „Klasse 3“ gibt es seit den 1980er Jahren nicht mehr.   

## Aufbau
Sperrschichtkondensatoren bestehen aus ferroelektrischen Keramikmaterialien wie z. B. Bariumtitanat oder Strontiumtitanat. Die Keramik wird in einem Sinterprozess bei Temperaturen zwischen 1100 und 1400 °C hergestellt. Nach dem Brennen wird dieses Material allerdings einer zusätzlichen Nachbehandlung unterzogen. Die Keramik, deren einzelne Kügelchen durch die Sinterung miteinander verbacken sind, wird durch geeignete Maßnahmen leitfähig gemacht. Dies kann beispielsweise durch Dotierung mit dreiwertigem Antimon geschehen, wobei die Keramik in einen n-leitenden Zustand überführt wird. Anschließend wird auf der Oberfläche der gesinterten Keramikkügelchen eine isolierende, d. h., eine elektrisch sperrende Schicht aufgebaut, die als Dielektrikum von Mini-Kondensatoren innerhalb Keramikmaterials wirksam ist. Diese Schicht kann einerseits durch Dotieren der Keramik mit den Akzeptoren Kupfer oder Eisen erzeugt werden, wobei p-leitende Zonen aufgebaut werden, die ein elektrisch isolierendes Dielektrikum bilden, wenn die Dicke dieser Zone größer als die freie Weglänge der Ladungsträger ist. Andererseits kann die Oberfläche der Keramikkügelchen oxidiert werden, wobei ebenfalls eine sehr dünne, elektrisch isolierende Sperrschicht aus oxidierter Keramik erzeugt wird, die als Dielektrikum des Kondensators wirksam wird. Beide Versionen der elektrisch isolierenden Sperrschichten weisen außerordentlich hohe relative Permittivitäten auf. Sie können Werte bis zu 50000 aufweisen. Außerdem sind sie extrem dünn. Da Sperrschichtkondensatoren, wie fast alle Kondensatoren in der Elektronik, im Grunde genommen Plattenkondensatoren sind, deren Kapazität umso größer ist, je größer die Elektrodenfläche A und die Permittivität ε und umso geringer der Elektrodenabstand d ist, führen die hohe relative Permittivität und das dünne Dielektrikum zu Kondensatoren mit ziemlich hohen Kapazitätswerten.  
{\displaystyle C=\varepsilon _{0}\varepsilon _{\mathrm {r} }\cdot {\frac {A}{d}}}
Der Sperrschichtkondensator entsteht nun dadurch, dass eine Vielzahl von Mini-Kondensatoren als Reihen- und Parallelschaltung innerhalb der Keramik entstehen. Diese vielen einzelnen Minikondensatoren werden dann durch Metallisierung der Keramikoberfläche zu einem Sperrschichtkondensator. Nachteilig an den Sperrschichtkondensatoren ist die sehr große Temperatur- und auch Spannungsabhängigkeit der Kapazität, der niedrige Isolationswiderstand und der relativ hohe Verlustfaktor, der einem Wert von 0,15 erreichen kann.

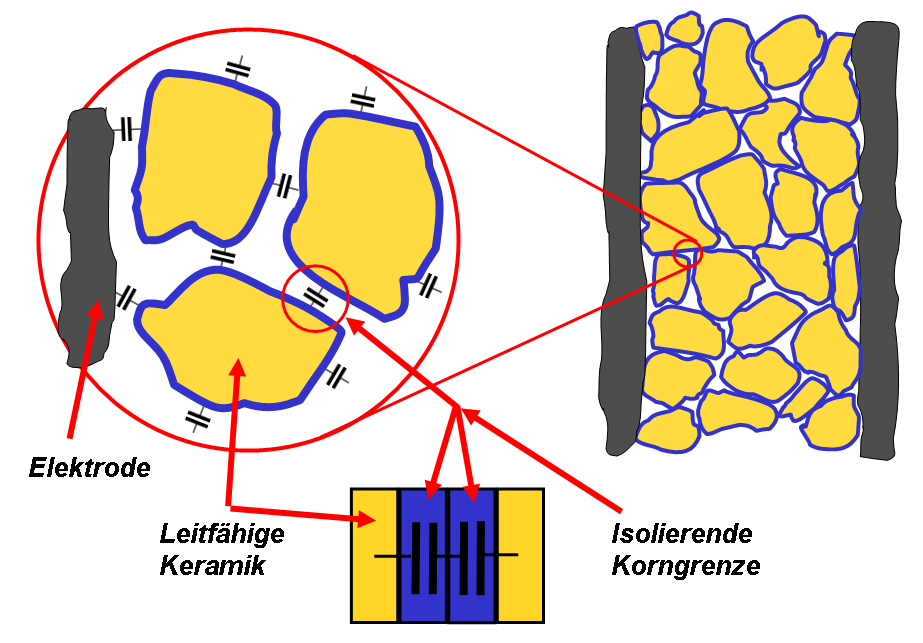
Aufbau und Funktionsprinzip eines keramischen Sperrschichtkondensators

## Anwendung
Sperrschichtkondensatoren wurden innerhalb der Familie der Keramikkondensatoren als sogenannte „Klasse 3“-Kondensatoren gelistet. Diese Kondensatorklasse wurde nur im Bereich von Anwendungen eingesetzt, in denen der Verlustfaktor und die Stabilität des Kapazitätswertes eine eher untergeordnete Rolle spielt, z. B. in Stromversorgungen als Sieb- und Puffer-Kondensatoren oder im Bereich der Signalverarbeitung zur Kopplung oder Entkopplung von Signalen.

## Fabrikationsstatus
Sperrschichtkondensatoren können nur flach als einschichtige Scheiben- oder rund als Rohrkondensatoren hergestellt werden. Sie waren bis etwa Mitte der 1990er Jahre mit ihren relativ hohen Kapazitätswerten durchaus als Alternative zu kleineren Elektrolytkondensatoren in vielen Applikationen zu finden. Da sich aber die Herstellungstechnologie der Sperrschichtkondensatoren nicht zur Herstellung von Vielschichtkondensatoren eignet und weil inzwischen mit den keramischen Klasse-2-Vielschichtkondensatoren höhere Kapazitätswerte bei besseren elektrischen Eigenschaften als mit den Klasse-3-Sperrschichtkondensatoren hergestellt werden können, werden Sperrschichtkondensatoren heutzutage (ab 2007) nicht mehr hergestellt.

## Normung
Eine Norm für Klasse-3-Keramikkondensatoren gibt es seit den 1980er Jahren nicht mehr.